# Rode muismaki
De rode muismaki (Microcebus rufus) is een zoogdier uit de familie van de dwergmaki's (Cheirogaleidae). De wetenschappelijke naam van de soort werd voor het eerst geldig gepubliceerd door René Primevère Lesson in 1840.

## Uiterlijke kenmerken
De rode muismaki heeft een rood- tot lichtbruine vacht met een wit tot crèmekleurige onderzijde. Over de neusbrug loopt een wit of crèmekleurige streep. De oren zijn relatief kleiner in vergelijking met die van de meeste andere muismaki's.
De kop-romplengte is gemiddeld 12,5 centimeter, de staartlengte 11,5 centimeter. Gemiddeld heeft de rode muismaki een gewicht van 40 tot 45 gram, seizoensafhankelijk kan dit gewicht schommelen tussen de 30 en 55 gram.
In de habitat van de rode muismaki leeft ook de grote katmaki (Cheirogaleus major), die een gelijk gekleurde vacht heeft en ook nachtactief is. De rode muismaki is echter eenvoudig te herkennen aan zijn grootte.

## Gedrag en levenswijze

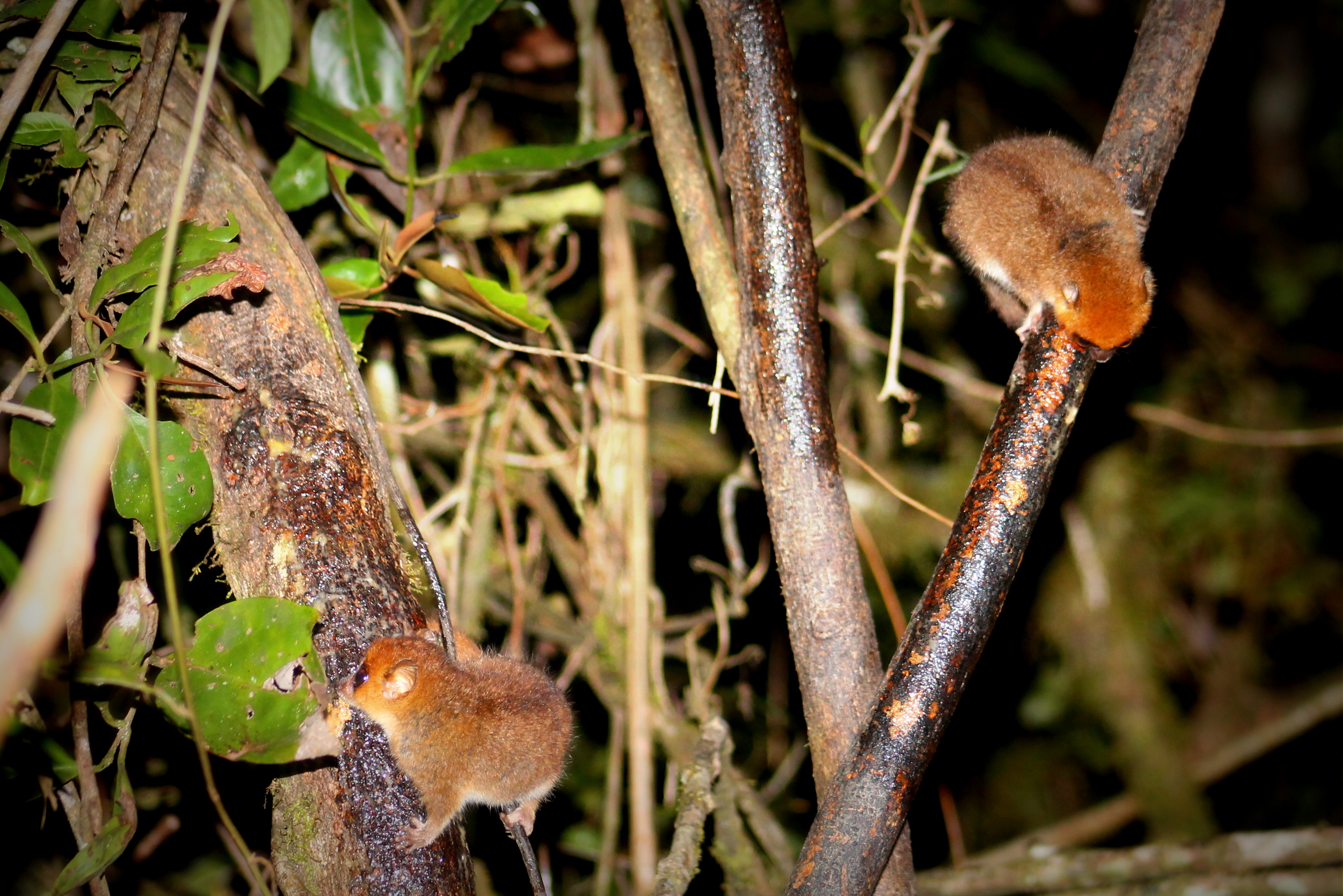
Foeragerende rode muismaki's in het Nationaal park Ranomafana

De rode muismaki leeft solitair of in kleine groepen van een vrouwtje en haar nakomelingen. De populatiedichtheid kan gebiedsafhankelijk variëren van 110 tot meer dan 330 dieren per vierkante kilometer. Een territorium wordt afgebakend door middel van geursporen van urine en uitwerpselen, maar er bestaan echter grote overlappende delen. Een mannetje heeft doorgaans een territorium van ongeveer tweehonderd meter in doorsnede. Deze overlapt die van minstens twee vrouwtjes. Het territorium van het mannetje is iets groter dan die van het vrouwtje.
De rode muismaki is uitsluitend 's nachts actief, overdag slaapt hij alleen of in groepen tot vier soortgenoten in boomholten, provisorische nesten van bladeren of verlaten vogelnesten. Hij voedt zich 's nachts vooral met fruit, maar ook met bloemen, nectar, jonge blaadjes, hars en geleedpotigen. Tijdens het regenseizoen slaat de rode muismaki vetreserves op in zijn staart en achterpoten, tot wel 35 procent van hun lichaamsgewicht. In de winter is er een inactieve periode, waarbij het dier vrijwel volledig op zijn vetreserves teert.

## Voortplanting en ontwikkeling
Het mannetje wordt midden augustus seksueel actief. De paring vindt plaats tussen september tot november. De hofmakerij van het mannetje bestaat uit zachte piepgeluiden en het trekken aan de staart van het vrouwtje. Dominante mannetjes paren met meerdere vrouwtjes. Het vrouwtje bouwt na de paring ene bladernest van een tot drie meter boven de grond. Na een zwangerschap van zestig dagen werpt zij in de periode tussen november en januari een tot drie jongen, elk met een gemiddeld gewicht van vijf gram. De eerste drie weken verblijven de jongen in het nest en worden door de moeder bewaakt. Zij verlaat het nest alleen om zich te ontlasten of om te eten en te drinken. De jongen zijn na twee maanden gespeend en in staat om zelfstandig te foerageren.
Mannelijke nakomelingen verlaten de eerste winter het territorium van hun moeder. Na een jaar is een rode muismaki geslachtsrijp. In het wild bereiken ze een leeftijd van zes tot acht jaar. Veel dieren sterven door predatie, zoals door slangen en vogels als de holenkiekendief, de haaksnavelvanga en diverse uilen. De ringstaartmangoest en de fretkat overvallen rode muismaki's dikwijls in hun slaapplaats. In gevangenschap bedraagt de leeftijd van een rode muismaki tien tot vijftien jaar.

## Verspreidingsgebied
De rode muismaki komt voor in een relatief klein gebied in de subtropische bossen en laaglandbossen in het zuidoosten van Madagaskar. Het Nationaal park Ranomafana is een beschermd reservaat in dit gebied. Daarbuiten wordt het leefgebied van de rode muismaki bedreigd door zwerflandbouw (slash-and-burn) en illegale houtkap en gaat zowel in kwaliteit als in omvang sterk achteruit. De soort is derhalve als 'kwetsbaar' opgenomen op de Rode Lijst van de IUCN.

## Taxonomie
De wetenschappelijke naam van de soort werd in 1834 voor het eerst geldig gepubliceerd door de Franse natuuronderzoeker Étienne Geoffroy Saint-Hilaire. Tot 1977 werd de rode muismaki beschouwd als een ondersoort van de dwergmuismaki (Microcebus murinus).